# Гитлер: Восхождение дьявола
«Ги́тлер: Восхожде́ние дья́вола» («Гитлер: Восстание зла», англ. Hitler: The Rise of Evil) — канадский 2-серийный телевизионный фильм режиссёра Кристиана Дюгея, рассказывающий о жизни Адольфа Гитлера. Картина получила прайм-таймовую премию «Эмми» в номинациях «Лучшая работа художника-постановщика» и «Лучший звуковой монтаж».

## Сюжет
Фильм начинается и заканчивается фразой, часто приписываемой английскому консервативному политику Эдмунду Бёрку, направленной против установления во Франции демократии после Великой французской революции:
Единственное, что нужно для триумфа зла — это чтобы хорошие люди ничего не делали.
В начале фильма показывается нарезка из эпизодов жизни Адольфа Гитлера 1899—1907 гг. В возрасте 10 лет Гитлер (Томас Сангстер) ведёт себя высокомерно и не слушается своего строгого, излишне вспыльчивого отца Алоиса (Йен Хогг), а его любящая мать Клара (Стокард Чэннинг) верит в художественные способности мальчика и поддерживает его. Однажды Алоиса Гитлера поражает сердечный приступ, но Адольф не расстраивается из-за смерти отца. По прошествии нескольких лет 17-летний Гитлер (Саймон Салливан) подаёт документы в академию искусств Вены, но получает отказ из-за «недостатка таланта». Узнав о смерти своей матери, он решает переехать в Вену насовсем, где вскоре он остаётся без заработка и ночует на улицах города. В Австрии тем временем процветает антисемитизм, который помогает Гитлеру найти виновных в своих жизненных неудачах.
В 1914 году уже совершеннолетнего Адольфа Гитлера (Роберт Карлайл) призывают в немецкую армию из-за начала Первой мировой войны. После выживания в тяжёлом сражении его повышают до ефрейтора, но в обществе других солдат его достижение поддержки не находит — Гитлера не понимают и смеются над ним из-за вспыльчивости, отстранённости и антисемитских и антимарксистских взглядов на жизнь. За проявленную отвагу его награждают Железным крестом, но Гитлер реагирует на это эмоционально и уверяет, что он — единственный достойный солдат-антисемит в их полку, на что встречает непонимание командира-еврея. В самом конце войны, когда немецкие войска отступают, Адольфа поражает газовая бомба, и его отправляют в госпиталь, где он требует вернуться на поле боя. Чуть позже он узнаёт, что немецкая армия полностью капитулировала, и у него происходит нервный срыв. Гитлер ставит своей жизненной целью переписать историю и победить в войне любой ценой.
По возвращении в Мюнхен, который в 1919 году переполнен политическими протестами и различными партиями, армейское руководство нанимает Гитлера в качестве наблюдателя за деятельностью новых партий и сборщика информации об их программах. После того, как Гитлер присутствует на собрании Немецкой рабочей партии, его замечает лидер НРП Антон Дрекслер (Роберт Гленистер), который предлагает выступать Адольфу с собственными речами и помогать им с агитационной работой. Темы выступлений Гитлера не меняются: он проповедует, что Германию в Первой мировой войне предали страны-союзницы, и что проклятые коммунисты, евреи и иммигранты разрушают страну изнутри. С течением времени в партию вступают всё больше и больше людей, а популярность Гитлера растёт. Партией интересуется успешный предприниматель Эрнст Ганфштенгль (Лев Шрайбер), который советует Гитлеру создать символику, в результате чего Адольф стрижёт свои усы и избирает эмблемой свастику. Эрнст Ганфштенгль также знакомит будущего диктатора с элитой города: среди них оказывается Герман Геринг (Крис Ларкин), впоследствии помогающий партии с финансами. Гитлер покупает собственную газету и нанимает СА во главе с Эрнстом Рёмом (Петер Стормаре), который возглавляет его личную охрану и сеет беспорядки на улицах, вступая в вооруженные конфликты с евреями и активно агитируя присоединяться к партии. Новые настроения в коллективе и уход от внимания к рабочему классу в пользу элиты расстраивает Дрекслера, который хочет объединения с другой правой партией, на что встречает резкий отказ со стороны Гитлера. Гитлер утверждает, что не уйдет из партии только при условии, что Дрекслера понизят в полномочиях. Последний соглашается, и в 1921 году Адольф Гитлер официально становится фюрером переименованной Национал-социалистической немецкой рабочей партии (НСДАП).
В 1923 году экономическая ситуация в Германии ухудшается, и баварский комиссар Густав фон Кар (Тэренс Харви) запрещает Гитлеру проводить митинги, так как считает, что агитационная кампания НСДАП вызывает ещё большее возмущение в городе. Ганфштенгль знакомит фюрера с Фрицем Герлихом (Мэттью Модайн), журналистом и автором речей фон Кара. Гитлер надеется, что сможет убедить Герлиха склонить Кара к союзничеству с партией. Герлих, однако, после личной встречи с Адольфом понимает, что у Гитлера признаки психопата. Он понимает всю опасность идеологии и пытается настроить фон Кара против фюрера. Густаф фон Кар пытается перехитрить Гитлера, убедив его, что он готовится устроить военный переворот против правительства страны в Берлине, и что Гитлер должен молчать, иначе он не сможет сыграть никакой роли в нём.
Гитлер узнает, что предложенный путч — просто условное действие, и что Кар не собирается с ним сотрудничать. Рассвирепев, Гитлер ставит Кара под дуло пистолета и заставляет его и его союзников переписать план путча. Чтобы убедить его сотрудничать, Адольф получает согласие важного генерала Эриха Людендорфа (Фридрих фон Тун). Рём и СА планируют захватить оружейные склады для марша по Берлину. Однако Людендорф освобождает фон Кара и его союзников, которые доносят в баварскую армию о планах Гитлера, и предпринятый путч быстро разгоняют. Опозоренный Гитлер приезжает в дом Ганфштенглей, где Элен (Джулианна Маргулис) предотвращает попытку суицида, убрав пистолет из его трясущихся рук.
Там же Гитлера арестовывают приехавшие представители правоохранительных органов. Происходит суд, который, подтверждая опасения Герлиха, перерастает в ораторскую трибуну Гитлера; толпа и сам судья меняют мнение об Адольфе, который, используя свою манерную театральность и красноречивость, обвиняет фон Кара и правительство в измене народу. Судья смягчает приговор до девяти месяцев заключения, во время которых фюрер пишет автобиографию «Майн Кампф» («Моя борьба»). После освобождения Гитлер тут же навещает семью Ганфштенглей. Эрнст меняет взгляды насчёт Гитлера и отказывается печатать его книгу. Их отношение друг к другу портится ещё сильнее из-за явной симпатии Адольфа к жене Эрнста Элен Ганфштенгль, которую он благодарит за спасение жизни.
В 1925 году Гитлер уезжает из города. Его старшая сводная сестра Анжела (Джули-Энн Хассетт) и её дочь Гели Раубаль (Джена Малоун) живут вместе с ним. Вскоре Гитлер всё больше времени проводит с красавицей Гели, которую старается опекать и всячески защищать; он также берет её в Мюнхен, когда решает вернуться и воссоединить свою партию, которая после его заключения развалилась на отдельные фракции. Обвиняя Людендорфа в провалившемся путче, Гитлер утверждает, что партия больше не может опираться только на военные силы, если хочет прорваться в правительство и оказывать влияние на страну, так что он берет курс на более легальный и демократический путь. Он объясняет, что им нужно выиграть выборы. Такой план действий не устраивает Рёма, который продолжает верить, что только благодаря СА возможно управлять народом. Отказ Рёма подчиняться Гитлеру вызывает конфликт. Однако новый план действий вызывает поддержку у большинства членов партии, включая популярного нового агитатора Йозефа Геббельса (Джастин Сэлинджер).
Во второй половине 1920-х экономика Германии ухудшается ещё больше. Тем временем партия получает всё больше и больше мест в Рейхстаге. Обеспокоенный возрастающей популярностью партии Адольфа Гитлера, Герлих пишет несколько оппозиционных статей, обвиняя и Гитлера, и СА в цензурном контроле над изданиями прессы. Главред газеты не хочет рисковать карьерой и увольняет Герлиха. Герлих, однако, вскоре создаёт собственную газету, которая печатается в том же издательстве, что и газета Гитлера, так как понимает, что именно это издательство никогда не закроется.
Тем временем психика Гели начинает рушиться из-за чрезмерной опеки Гитлера над её жизнью. Она стреляется из его пистолета. После её смерти Гитлер знакомится с Евой Браун (Зоуи Телфорд), которая вскоре становится его гражданской женой. Ева не выдерживает маниакальной опеки со стороны фюрера и тоже предпринимает попытку суицида, но после неудачи умоляет Гитлера простить её глупый, мешающий партийной деятельности поступок.
В 1932 году Гитлер получает немецкое гражданство, так как без него невозможно стать кандидатом в президенты. Его попытка неуспешна, но партия тем временем занимает наибольшее число мест в Рейхстаге, что подталкивает Гитлера требовать у Пауля фон Гинденбурга (Питер О’Тул) место канцлера. Гинденбург поочерёдно приглашает Франца фон Папена и Курта фон Шлейхера на место канцлера, но оба проваливаются на этой должности. Гинденбург, обескураженный отсутствием альтернативы, в 1933 году отдаёт место канцлера Германии Адольфу Гитлеру. По наставлению фюрера, Геринг и Геббельс следуют его плану захвата власти. На следующее после инструктажа утро происходит пожар в здании Рейхстага, в котором обвиняют коммунистов, и этот случай Гитлер использует как пример того, что он мог бы предотвратить, будь у него полномочия диктатора, он также требует ограничения гражданских прав и ввода полного контроля над прессой. Газету Герлиха закрывают, самого Герлиха арестовывают СА.
Хотя Германия и так становится полицейским государством под полным его контролем, Гитлер чувствует себя неуверенно и хочет уничтожить оппозицию раз и навсегда. 30 июня 1934 года, в «ночь длинных ножей» арестовывается Рём, отрицавший приказ о слиянии СА с остальной армией Германии. Гитлер даёт ему возможность совершить суицид, но Рём отказывается и его расстреливают. Герлиха сослали в концентрационный лагерь Дахау. Там его систематически избивают и доводят до смерти, его жене посылают разбитые окровавленные очки без официального уведомления о смерти. Фон Кар, Шлайхтер и другие политические противники Гитлера убиты. Ганфштенгль окончательно портит отношения с фюрером и со своей женой и сбегает из страны. После смерти Гинденбурга в августе 1934 года, Гитлер совмещает пост президента и канцлера — что делает его абсолютным правителем Германии. В заключительных кадрах показаны концентрационные лагеря и трупы людей, умерших в них.

## В ролях
| Актёр              | Роль                    |
| ------------------ | ----------------------- |
| Роберт Карлайл     | Адольф Гитлер           |
| Стокард Чэннинг    | Клара Гитлер            |
| Джена Мэлоун       | Гели Раубаль            |
| Джулианна Маргулис | Элен Ганфштенгль        |
| Мэттью Модайн      | Фриц Герлих             |
| Лев Шрайбер        | Эрнст Ганфштенгль       |
| Петер Стормаре     | Эрнст Юлиус Рём         |
| Фридрих фон Тун    | Эрих Людендорф          |
| Питер О’Тул        | Пауль фон Гинденбург    |
| Зои Тэлфорд        | Ева Браун               |
| Теренс Харви       | Густав фон Кар          |
| Джастин Салинджер  | Йозеф Геббельс          |
| Крис Ларкин        | Герман Вильгельм Геринг |
| Джеймс Бэбсон      | Рудольф Гесс            |
| Патриция Нецер     | София Герлих            |
| Харви Фридман      | Фридрих Холлендер       |
| Джули-Энн Хэссет   | Ангела Гитлер           |
| Томас Сангстер     | Гитлер в 10 лет         |
| Саймон Салливан    | Гитлер в 17 лет         |
| Роберт Гленистер   | Антон Дрекслер          |
| Йен Хогг           | Алоис Гитлер            |
| Брендан Хьюз       | Хуго Гутман             |

## Отзывы
Критик Дэвид Вигенд в еженедельнике San Francisco Chronicle позитивно оценил фильм, а также назвал прекрасной игру Роберта Карлайла. Вигенд отметил интересно раскрытые образы персонажей, в особенности Элен и Эрнста Ганфштенглей. Тем не менее, он раскритиковал скучные диалоги, представляющие собой, по его мнению, клише. Отрицательная рецензия критика Кена Такера была напечатана в журнале Entertainment Weekly, он назвал картину «бессмысленной, неточной и бедной на эмоции».

## Скандалы
Эд Джернон, исполнительный продюсер картины, был уволен за сравнение атмосферы страха в нацистской Германии и войны против терроризма. Некоторые коллеги Джернона говорили, что CBS приняла данное решение из-за статьи в New York Post, которая утверждала, что высказывание является примером антиамериканизма Голливуда.
Фильм запрещён к показу в Беларуси.

## Награды и номинации
| Награды и номинации                                         | Награды и номинации | Награды и номинации                                                | Награды и номинации               | Награды и номинации |
| Награда                                                     | Год                 | Категория                                                          | Номинирован(а)                    | Итог                |
| ----------------------------------------------------------- | ------------------- | ------------------------------------------------------------------ | --------------------------------- | ------------------- |
| Премия Общества американских кинематографистов              | 2004                | Лучшая операторская работа                                         | Пьер Жиль                         | Победа              |
| Премия Гильдии художников-постановщиков                     | 2004                | Лучшая работа художника-постановщика в мини-сериале или телефильме | Марек Добровольски                | Номинация           |
| Премия Канадского общества кинематогрфистов                 | 2004                | Лучшая операторская работа в телевизионной драме                   | Пьер Жиль                         | Победа              |
| Премия Американского общества работников в области кастинга | 2004                | Лучший кастинг                                                     | Сьюзан Гликсмэн Алекс Вальд и др. | Победа              |
| Премия Американского общества звуковых фильмов              | 2004                | Лучший музыкальный монтаж в фильме или мини-сериале                | Мартин Ли                         | Номинация           |
| Премия Гильдии дизайнеров костюмов                          | 2004                | Лучший дизайн костюмов                                             | Мария Шикер и др.                 | Номинация           |
| Премия Гильдии канадских режиссёров                         | 2004                | Лучший звуковой монтаж в телефильме или мини-сериале               | Роберт Бертрола и др.             | Номинация           |
| Прайм-тайм премия «Эмми»                                    | 2003                | Лучшая работа художника-постановщика                               | Мартин Добровольски и др.         | Победа              |
| Прайм-тайм премия «Эмми»                                    | 2003                | Лучший звуковой монтаж                                             | Том Белик и др.                   | Победа              |
| Прайм-тайм премия «Эмми»                                    | 2003                | Лучшие костюмы                                                     | Мария Шикер и др.                 | Номинация           |
| Прайм-тайм премия «Эмми»                                    | 2003                | Лучший мини-сериал                                                 |                                   | Номинация           |
| Прайм-тайм премия «Эмми»                                    | 2003                | Лучшая музыкальная композиция                                      | Норман Корбей                     | Номинация           |
| Прайм-тайм премия «Эмми»                                    | 2003                | Лучший монтаж                                                      | Сильвен Лебель Хенк Ван Эген      | Номинация           |
| Прайм-тайм премия «Эмми»                                    | 2003                | Лучшая мужская роль второго плана в мини-сериале или фильме        | Питер О’Тул                       | Номинация           |
| Премия монтажников звука                                    | 2004                | Лучший звуковой монтаж                                             | Джон Дуглас Смит и др.            | Номинация           |
| Премия монтажников звука                                    | 2004                | Лучший звуковой монтаж в области музыки                            | Юрий Горбачёв Крэг Петтигрю       | Номинация           |
| Премия монтажников звука                                    | 2004                | Лучший звуковой монтаж в области звуковых эффектов                 | Том Белик и др.                   | Номинация           |
| Премия Гильдии продюсеров США                               | 2004                | Телевизионный продюсер года                                        | Питер Суссман и др.               | Номинация           |
| Спутник                                                     | 2004                | Лучшая мужская роль в мини-сериале или телефильме                  | Роберт Карлайл                    | Номинация           |
| Премия Ассоциации телевизионных критиков                    | 2003                | Лучший фильм или мини-сериал                                       |                                   | Номинация           |